# 劳氏猪笼草
劳氏猪笼草（学名：Nepenthes lowii）是婆罗洲特有的热带食虫植物。其得名于在基纳巴卢山发现劳氏猪笼草的休·洛。劳氏猪笼草是猪笼草属较为特殊的物种，其上位笼强烈收缩，唇大大缩窄，笼盖的下表面具有许多毛鬚。

## 植物学史

### 命名与发现
1851年3月，身为英国殖民行政官员和博物学家的休·洛在基纳巴卢山的山坡上发现劳氏猪笼草。休·洛在他的记录中这样写道：
|  | 我们一点点来认识这个不同寻常的猪笼草吧，我相信这是迄今为止未曾见过的猪笼草形态。其笼口为椭圆形，非常巨大。笼身中部剧烈的收缩成漏斗状，笼身下部膨大，扁平，与笼口成直角，与地面水平。与其他猪笼草一样，其捕虫笼由中脉强烈的延伸而来。其是一种长势强健的种类，也觉得包含了其有趣的捕虫笼。其每个捕虫笼内都装有不超过1品脱的液体，神奇的是，这些叶柄竟能经得住这些满当当的笼子。其植株通常可长达40厘米，但我没有找到幼苗及带有花序或有迹象要开花的植株。 |

劳氏猪笼草的模式标本由休·洛采集于基纳巴卢山，其编号为“Low s.n.”，存放于英国皇家植物园中。
1859年，约瑟夫·道尔顿·胡克正式描述了劳氏猪笼草。约瑟夫·道尔顿·胡克的原始描述和插图刊登于斯宾塞·圣约翰于1862年出版的《远东森林生活》（Life in the Forests of the Far East）中。关于基纳巴卢山的劳氏猪笼草斯宾塞·圣约翰这样写道：
|  | 我们很快就来到休·洛先生急于得到的劳氏猪笼草面前。我们找不到幼苗，只能剪取一些枝条，当地人这些枝条也可以存活。……最后我们来到一个长满灌木的狭窄山脊上，这里差不多生长着上千棵劳氏猪笼草。……我们让其他人第二天早上在山洞那碰头，而我们留下来采集劳氏猪笼草和长毛猪笼草的标本。在我看来，劳氏猪笼草是所有猪笼草中最讨人喜欢的，其捕虫笼的外形特别典雅。……劳氏猪笼草捕虫笼的外表面为浅豆绿色，内表面为暗红褐色，笼盖为绿色并覆有红褐色的蜜腺。其形状就像一个典雅的葡萄酒壶。 |

随后的几年间，许多著名的植物学家都在各大出版物上介绍了劳氏猪笼草，如弗里德里希·安东·威廉·米克尔（1870）、约瑟夫·道尔顿·胡克（1873）、弗雷德里克·威廉·伯比奇（1882）、奥多阿多·贝卡利（1886）、恩斯特·温施曼（Ernst Wunschmann，1891）、奥托·施塔普夫（1894）、哈里·维奇（1897）、雅各布·海斯伯特·博尔拉吉（Jacob Gijsbert Boerlage，1900）和埃尔默·德鲁·美林（1921）。但是，大部分出版物只是简单的提到了劳氏猪笼草。1895年，分类学家君特·贝克·冯·曼那哥塔-勒驰奈首先对劳氏猪笼草进行了分类。因其不同寻常的捕虫笼形态特征，他将劳氏猪笼草独立为一组——网纹猪笼草组（Retiferae）。
约翰·缪尔黑德·麦克法兰在其1908年的专著《猪笼草科》中发表了修改后的描述和插图。此外，约翰·缪尔黑德·麦克法兰还在1914年的《林奈学会杂志》（Journal of the Linnean Society）和1919年的《园艺标准百科全书》（The Standard Cyclopedia of Horticulture）上发表了关于劳氏猪笼草的文章。
1927年，荷兰植物学家B·H·丹瑟在《热带大自然》（De Tropische Natuur）中发表了一份新的劳氏猪笼草图解。次年，B·H·丹瑟在他的开拓性专著《荷属东印度群岛的猪笼草科植物》中提供了劳氏猪笼草的拉丁判别法及植物学描述。

### 新的原生地
在基纳巴卢山发现劳氏猪笼草后不久，1922年，埃里克·米约贝里又在巴杜拉威山和毛律山发现了劳氏猪笼草。埃里克·米约贝里在他对毛律山的记录中这样写道：
|  | 我们发现我们现在身处于一个奇怪的环境中，其中具革质厚叶的灌木为优势植被。随处可见小型的树木，针叶树的树干和树枝上了附生着大量开着黄色小花的附生兰。开着鲜红或雪白花朵的杜鹃及开着类似花朵的植物到处都是；但最令人瞩目的还是只有在基纳巴卢山和巴杜拉威山才能看到的劳氏猪笼草的巨大笼子。 |

在考察期间，埃里克·米约贝里在毛律山采集到了劳氏猪笼草的标本，其编号为“Mjöberg 115”。1926年，埃里克·米约贝里又在太本山（Bukit Batu Tiban）的东北坡上发现了劳氏猪笼草，但没有在这里采集标本。
1995年4月10日至17日，约翰·H·比曼在毛律山顶峰山脊海拔2300米至2400米处采集到了另一份标本，其编号为“Beaman 11476”。这份标本采集自1922年埃里克·米约贝里对毛律山的首次考察后的第八次植物学考察中。

### 错误的鉴定
尽管劳氏猪笼草的捕虫笼具有独特的外形，但伯特伦·伊夫林·斯迈西斯曾将其暂时归为西马来西亚特有的麦克法兰猪笼草（N. macfarlanei），但他也表示其可能是一个新的物种。这个错误的鉴定发表在1965年于古晋举行的联合国教科文组织热带湿地研讨会（UNESCO Humid Tropics Symposium）上，而该报告是基于1963年7月，爱丽丝·希拉·达顿·科莱尼特（Iris Sheila Darnton Collenette）在东马西劳河采集的标本作出的。之所以会将它们混淆，是因为劳氏猪笼草下位笼的笼盖下表面具长须且其唇较发达，上位笼的唇极窄；而麦克法兰猪笼草笼盖的下表面也具毛须，但实际上比劳氏猪笼草短得多。

## 形态特征

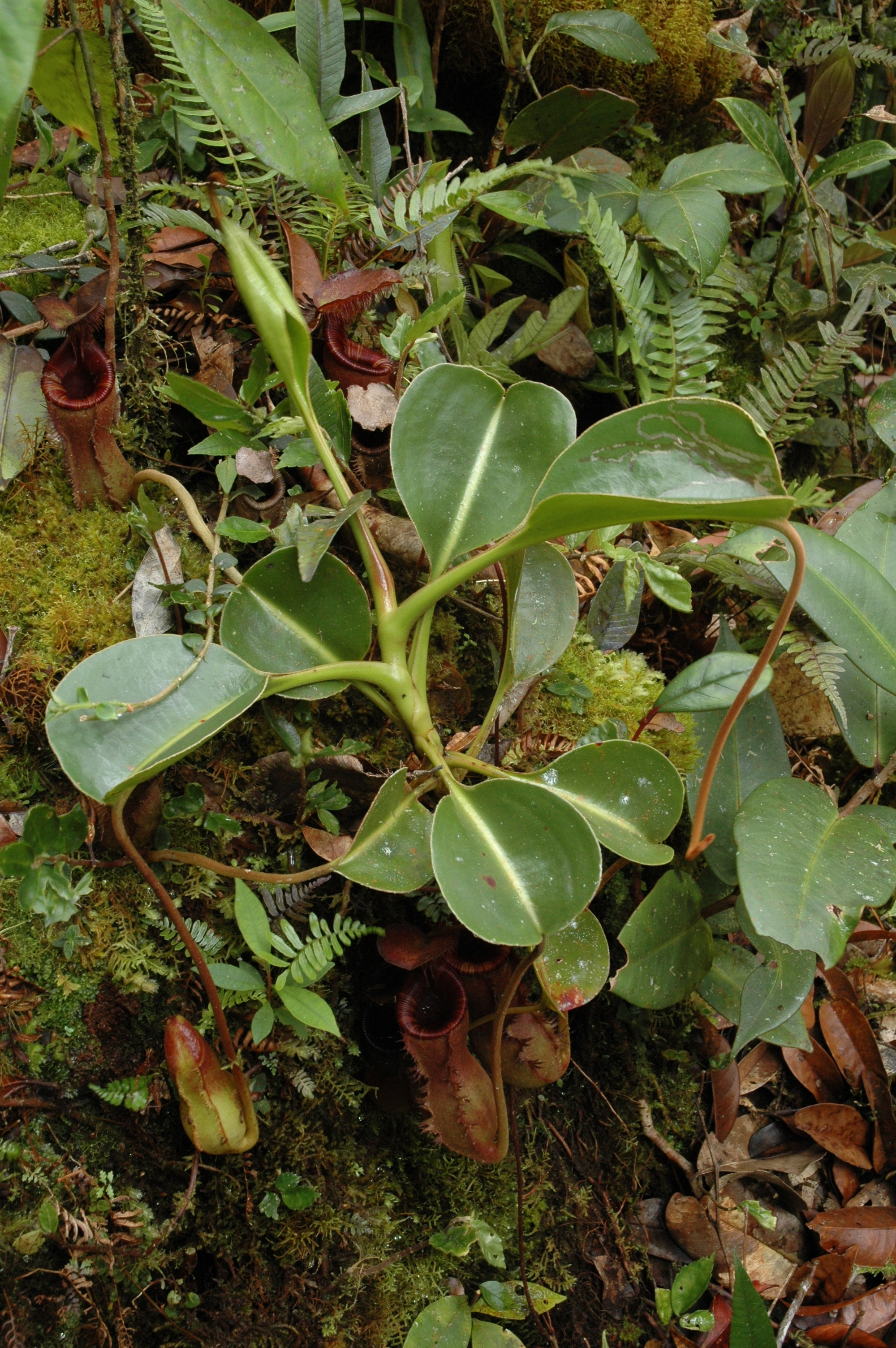
劳氏猪笼草莲座状植株的下位笼

### 茎与叶
劳氏猪笼草为藤本植物。茎呈圆柱形，可长达10米，直径可达20毫米。节间距可达8厘米。
劳氏猪笼草的叶片为革质，具柄，呈长圆形－披针形，可长达30厘米，宽至9厘米。叶尖圆，叶基骤缩。叶柄呈槽状，可长达14厘米。其包住茎周长的三分之二到五分之四。中脉两侧各有3至4条纵脉。羽状脉直向延伸或倾斜延伸。笼蔓可长达20厘米，通常不形成笼蔓圈。

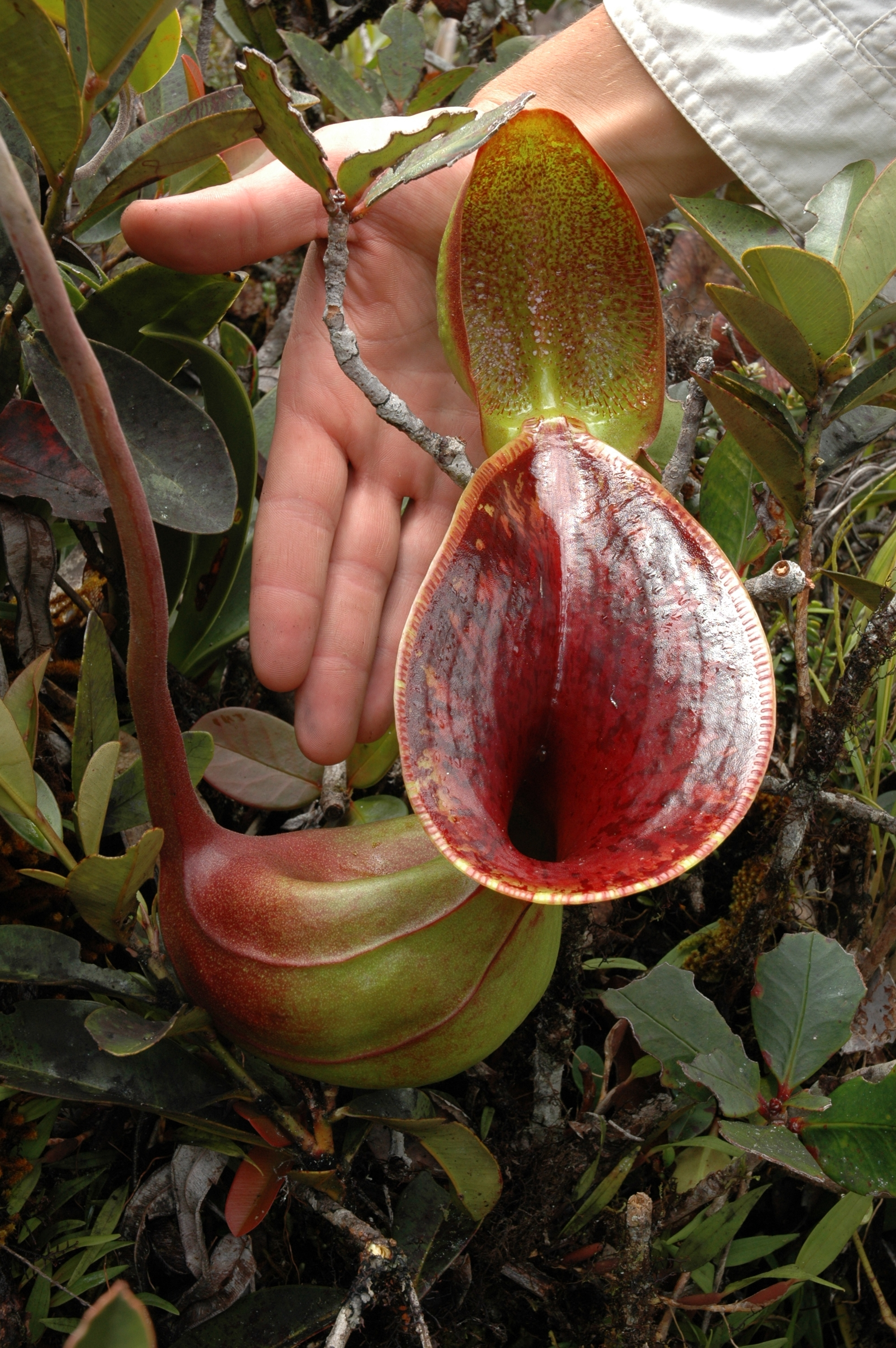
产于毛律山的劳氏猪笼草的上位笼

### 捕虫笼
劳氏猪笼草下位笼的下部为球形，中部收缩成葫芦形，上部再扩大。下位笼比上位笼小，高仅可达10厘米，宽也僅可达4厘米。因劳氏猪笼草会迅速的进入攀援阶段，所以它的下位笼很少见。腹面的笼翼常仅出现于捕虫笼的上半部。唇为圆柱形，基部宽大。其可宽达12毫米，具突出的唇齿与唇肋。内缘部分约占截面表面总长度的62%。下位笼内表面的下半部覆盖着腺体。蜡质区稀少。笼盖为圆形，其下表面具极茂密的肉质长须，可长达2厘米。除此之外，笼盖无其他附属物。笼盖基部后方的笼蔓尾不分叉。
劳氏猪笼草的上位笼非常特别，其下部为球形，中部剧烈收缩，上部为漏斗形。上位笼体型较大，可高达28厘米，宽至10厘米。上位笼的笼翼大大缩窄。笼口边缘的唇仅剩下一系列唇肋。上位笼内表面整体都为腺体区，无蜡质区。笼盖外翻，为卵形－椭圆形，可长达15厘米，宽至9厘米，无附属物。笼盖下表面具大量长约2厘米的长须。笼蔓尾和下位笼一样不分叉。劳氏猪笼草的上位笼非常坚硬，几乎是木质的。枯萎以后，仍可完好的保持形状。

### 花序与被毛
劳氏猪笼草的花序为总状花序。总花梗可长达20厘米，花序轴可长达25厘米。花梗可长达20毫米，带两朵花，无苞片。萼片为长方形，可长达5毫米。一项对来自标本（J.H.Adam 2406、J.H.Adam 2395和SAN 23341，采集于海拔1700至2500米处）花粉大小的研究显示，其570粒花粉的平均直径为33.0微米（标准误为0.2，变异系数为7.8%）。
劳氏猪笼草植株的大部分无毛被。仅花序、发育中的组织及叶片边缘具有棕色的短毛被。

## 生态关系

### 原生地
劳氏猪笼草是婆罗洲上许多相互隔离的山峰上特有的热带食虫植物。在沙巴，劳氏猪笼草存在于基纳巴卢山、坦布幼昆山、阿兰伯山（Mount Alab）、门塔波山（Mount Mentapok）、莫库伯山（Mount Monkobo）和特鲁斯马迪山。在沙捞越北部，其生长于阿比山、布利山（Mount Buli、姆鲁山、毛律山、巴杜拉威山、霍斯山脉、塔玛阿布山脉（Tama Abu Range）和峇里奧。劳氏猪笼草也存在于文莱，如在巴贡山海拔1650米至2600米的山顶地区。

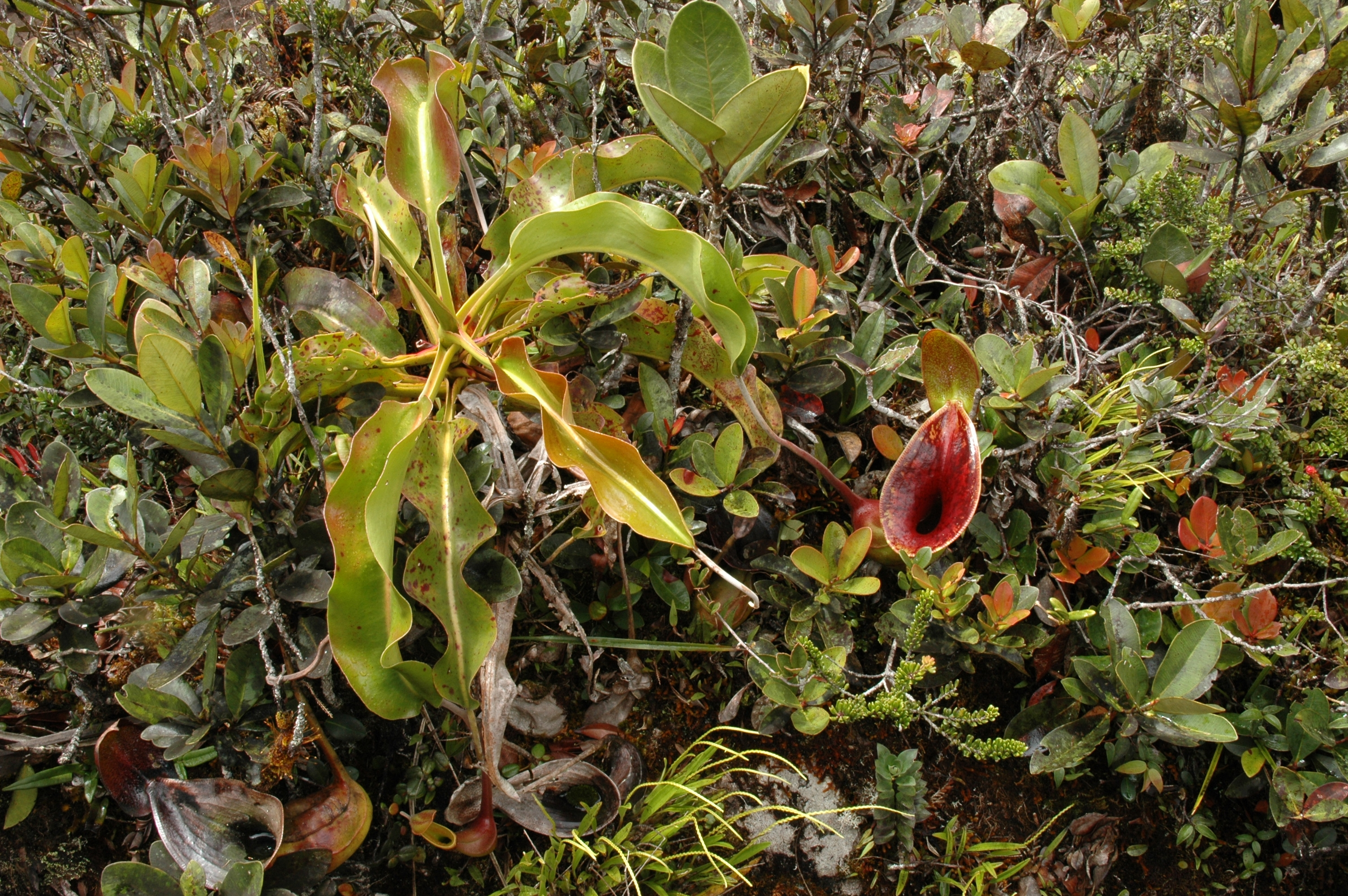
生长于沙捞越毛律山山脊顶部的灌木丛中的劳氏猪笼草

劳氏猪笼草一般生长于土地贫瘠的山顶地区。其可陆生或附生。典型的原生地为苔藓森林或矮小的山脊顶部植被区。劳氏猪笼草常常长于泥炭藓中，基底由超基性岩、砂岩、花岗岩及石灰岩组成。
在基纳巴卢山，劳氏猪笼草分布于东部山脊（East Ridge）、东马西劳河及堪巴兰格地区。劳氏猪笼草曾分散分布于基纳巴卢山顶峰步道附近海拔1970米至2270米的地区。由于1997年至1998年的厄尔尼诺现象造成的森林大火及登山者的破坏，基纳巴卢山顶峰步道附近的劳氏猪笼草多已死亡。现已很难在基纳巴卢山上发现劳氏猪笼草，“尚未确定”顶峰步道附近是否还存在劳氏猪笼草。
产于特鲁斯马迪山的劳氏猪笼草变型可长出比基纳巴卢山产的劳氏猪笼草更大的捕虫笼。在毛律山，劳氏猪笼草生长于海拔1860米以上的地区。由于其恶劣的气候条件及缺乏植被保护，生于山顶的劳氏猪笼草一般都非常矮小。
劳氏猪笼草在姆鲁山上随处可见。姆鲁山山顶的植被都很矮小，高度很少有超过1米。主要由杜鹃花属植物（特别是Rhododendron ericoides）及越橘属（Vaccinium）和簇白珠属（Diplycosia）植物组成。

### 保护状况
根据2000年的评估，劳氏猪笼草已被列入《2006年世界自然保护联盟濒危物种红色名录》中，保护状况为易危。1997年，查尔斯·克拉克就对其进行了非正式的评估，但他指出，若将保护区内的种群考虑在内，那么其保护状况应为依赖保育。不过，世界保护监测中心只将其列于“濒危”和“易危”之间。

## 食虫性
相比其他猪笼草而言，劳氏猪笼草很少捕食昆虫。初步研究表明，劳氏猪笼草可能已经从单纯的（或者主要）捕食昆虫，转变为收集取食其糖蜜的树鼩和太阳鸟的粪便。
劳氏猪笼草的上位笼很独特，其笼盖外翻，下表面具许多长须，有如一個生化馬桶一般。长须间上积累了大量白色物质，而这些白色物质是什么一直被学者们争论不休。20世纪60年代，J·哈里森（J. Harrison）认为这些白色珠子是蜗牛卵。1961年至1964年，E·J·H· 科纳（ E. J. H. Corner）领导了皇家学会对基纳巴卢山的考察，他写道：
|  | ……一声鸣响，树鼩在劳氏猪笼草的捕虫笼上上窜下跳，可听到枯死的空捕虫笼撞击到一起的声音。新加坡已故的J·哈里森教授发现笼盖下表面长须间的东西是蜗牛卵，这吸引了树鼩前来觅食。 |

但是彼得·达马托和克利夫·多德（Cliff Dodd）研究发现，这些白色物质是植物的自身产物。这种物质被描述为具甜味，“略微的臭味”，或是柠檬口味的糖果。目前不清楚为什么劳氏猪笼草的下位笼也具有长须并也会产生这些白色分泌物。查尔斯·克拉克认为，这可能是为了引诱地面的动物，使得它们顺着爬至上位笼处。
查尔斯·克拉克对劳氏猪笼草的食虫性进行了一系列的实地观察。在7个捕虫笼对象中，就有5个里面含有大量的动物粪便。2009年的一项研究发现，一个成熟的劳氏猪笼草叶片中约有57%至100%的氮素来自树鼩的粪便。2010年的另一项研究显示，捕虫笼的大小恰好可以让山地树鼩（Tupaia montana）将粪便排入笼内。具有类似特征的猪笼草还包括大叶猪笼草（N. macrophylla）和马来王猪笼草（N. rajah），也可能包括鞍型猪笼草（N. ephippiata）。这些物种捕虫笼笼盖下表面反射的光线都对应山地树鼩的视敏感最大值，即蓝绿波段。
这种现象并不是在劳氏猪笼草上首次发现的。早在1989年就有学者认为产自塞舌尔的伯威尔猪笼草（N. pervillei）不再捕食昆虫转而收集起鸟类的粪便了。但目前还没有全面的研究，这个假说还有待实验证实。

## 相关物种
在B·H·丹瑟1928年的专著《荷属东印度群岛的猪笼草科植物》中，他将劳氏猪笼草连同其他14种猪笼草归入皇室分支（Regiae）。而在1895年，君特·贝克·冯·曼那哥塔-勒驰奈则是将劳氏猪笼草独自放入网纹猪笼草组中。B·H·丹瑟解释了他将其归入皇室分支的原因：
|  | 劳氏猪笼草非常的怪异，叶片和茎非常粗糙，无毛被，捕虫笼呈特殊的形状且没有唇，笼盖为拱形，中线呈龙骨状，但没有附属物，笼盖下表面覆盖着粗毛，捕虫笼内表面的腺体十分巨大，其间的空隙成线状。但这些特征似乎没有什么分类学价值。在山地组中的无刺猪笼草具有类似的捕虫笼，也完全无唇。麦克法兰猪笼草捕虫笼的笼盖下也有少量的毛须。而马来王猪笼草捕虫笼的内表面也有巨大的蜜腺。这就是为什么我没有将劳氏猪笼草单独分为一个组的原因。 |

劳氏猪笼草被认为与鞍型猪笼草（N. ephippiata）之间存在着密切的近缘关系。B·H·丹瑟在1928年描述了鞍型猪笼草时,，考虑到了这两个物种见的相似性，并在1931年的一篇文章中列举了一些将其独立的一些原因。。20世纪90年代的一些分类法也将鞍型猪笼草保留为一个独立的物种，并概述了许多鞍型猪笼草与劳氏猪笼草在形态特征上的区别。
劳氏猪笼草与鞍型猪笼草之间最明显的差别是其上位笼。鞍型猪笼草上位笼中部收缩程度较小，且唇发达。此外，鞍型猪笼草捕虫笼笼盖的下表面具短结节，而劳氏猪笼草为长须。

## 自然杂交种
至少已发现7种劳氏猪笼草的自然杂交种。

### 暗色猪笼草与劳氏猪笼草的自然杂交种
该自然杂交种最早被查尔斯·克拉克认为是陈氏猪笼草（N. chaniana，当时陈氏猪笼草还未从细毛猪笼草中独立）。但是，安西娅·飞利浦、安东尼·兰姆和李乾都不认同他的观点，他们在2008年的专著《婆罗洲的猪笼草》中指出这个物种具有暗色猪笼草（N. fusca）的特征，例如其具有三角形的笼盖和细长的唇颈。他们还指出，暗色猪笼草和劳氏猪笼草同域分布于阿兰伯山山顶地区，而陈氏猪笼草在此较为少见。其他可能的杂交亲本为窄叶猪笼草（N. stenophylla），但其也显然不存在于此。
暗色猪笼草与劳氏猪笼草的自然杂交种（N. fusca × N. lowii）由罗伯特·坎特利和查尔斯·克拉克在沙捞越的巴杜拉威山发现。最近也在特鲁斯马迪山也发现了该自然杂交种的单一植株。查尔斯·克拉克后来发现，在沙巴的克罗克山脉，特别是在阿兰伯山顶峰附近也存在该自然杂交种。该自然杂交种的捕虫笼中部略微收缩，颜色为绿色至暗紫色。
该自然杂交种与暗色猪笼草的区别在于其捕虫笼笼盖的下表面具长须；与劳氏猪笼草区别在于其茎和叶片边缘覆盖了茂密的毛被，且唇发达，呈圆柱形。劳氏猪笼草的下位笼有突出的唇齿，而该自然杂交种的唇齿不明显。此外，其笼盖下表面存在从暗色猪笼草继承来的具蜜腺附属物。
暗色猪笼草与劳氏猪笼草的自然杂交种很难与其他猪笼草混淆，但有时它会同陈氏猪笼草与维奇猪笼草（N. veitchii）的自然杂交种很相似。但它们的唇并不相似，陈氏猪笼草与维奇猪笼草的自然杂交种的唇更宽，更平展，不为圆柱形。此外，其笼盖下表面无毛须，而茎与叶上覆盖这密集的毛被。

### 劳氏猪笼草与大叶猪笼草的自然杂交种

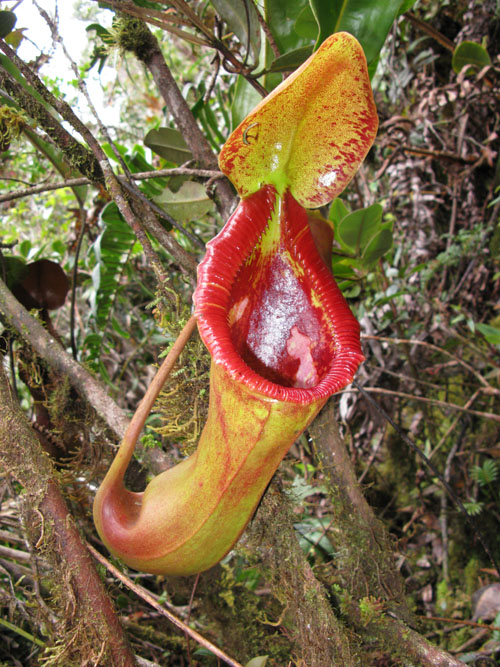
特鲁斯马迪山猪笼草的上位笼

1983年，约翰内斯·马拉维尼（Johannes Marabini）和约翰·布里格斯（John Briggs）在特鲁斯马迪山上发现了劳氏猪笼草与大叶猪笼草的自然杂交种（N. lowii × N. macrophylla）。之后，约翰内斯·马拉维尼给将该自然杂交种描述为特鲁斯马迪山猪笼草（N. × trusmadiensis）。1984年，约翰·布里格斯再次来到特鲁斯马迪山，但仅发现了一小块种群。
特鲁斯马迪山猪笼草的叶片可长达50厘米。其是婆罗洲的猪笼草中可以长出巨大笼子的几种之一，捕虫笼可高达35厘米。其表现为劳氏猪笼草与大叶猪笼草的中间型。其笼盖与劳氏猪笼草一样外翻，且笼盖下表面具短毛须。唇具突出的唇齿和楞，但不如大叶猪笼草发达。特鲁斯马迪山猪笼草的花序可长达50厘米，每个花梗带两朵花。除了捕虫笼之外，植株的其他部分并不巨大。
特鲁斯马迪山猪笼草仅分布于特鲁斯马迪山顶峰山脊海拔2500至2600米的地区。

### 劳氏猪笼草与窄叶猪笼草的自然杂交种
安西娅·飞利浦和安东尼·兰姆在其专著《婆罗洲的猪笼草》中提及了劳氏猪笼草与窄叶猪笼草的自然杂交种（N. lowii × N. stenophylla）。因1985年，约翰·布里格斯在沙巴门塔波山采集到了劳氏猪笼草与窄叶猪笼草的自然杂交种的标本，所以其也被称之为门塔波山猪笼草。在婆罗洲北部也存在几个原生地，包括了文莱的巴贡山。
在门塔波山，该自然杂交种由捕虫笼可高达35厘米的窄叶猪笼草巨型变型及颜色极深且唇“极窄，显著粗糙”的劳氏猪笼草变型杂交得到。
劳氏猪笼草与窄叶猪笼草的自然杂交种的叶片具柄，捕虫笼细长，可高达25厘米。捕虫笼上有类似窄叶猪笼草的深黑色条纹。其唇平展，卷曲成圆柱形。笼盖为卵形可能外翻，露出笼盖下表面的深色毛须。其与劳氏猪笼草一样毛须间也有丰富的白色分泌物。笼盖下表面窄叶猪笼草特有的钩状附属物缩小为一个小突起。
劳氏猪笼草与窄叶猪笼草的自然杂交种仅存于于顶峰山脊海拔1500米以上的苔藓森林中的猪笼草。该处恰好是窄叶猪笼草分布的海拔上限及劳氏猪笼草分布的海拔下限。

### 其他自然杂交种
除此之外，劳氏猪笼草的自然杂交种还包括了与胡瑞尔猪笼草（N. hurrelliana）、姆鲁山猪笼草（N. muluensis）和维奇猪笼草，还可能包括刚毛猪笼草（N. hirsuta）和毛盖猪笼草（N. tentaculata）。劳氏猪笼草与马来王猪笼草的自然杂交种（N. lowii × N. rajah）的个例生长于马西劳步道附近。

## 园艺杂交品种
由于没有了地理隔离等自然条件的限制，猪笼草园艺杂交的排列组合可以是十分多样的，出于篇幅限制，此处仅介绍部分经典的杂交。

### 劳氏猪笼草与葫芦猪笼草的园艺杂交品种
在劳氏猪笼草的众多园艺杂交种中，劳氏猪笼草与葫芦猪笼草的红色个体的杂交种最为常见，这些猪笼草一般被简称为LV或VL（取父母本种加词ventricosa和lowii的首字母，母本首字母在前，父本在后），市售的大部分LV或VL都是无性生殖的产物，而不同的LV或VL个体继承亲本性状的程度也不尽相同。但可以肯定的是，这些猪笼草都无一例外地遗传了劳氏猪笼草标志性的夸张的笼口和坚硬的笼子，还有双亲较慢的生长速度，再加上它们十分廉价且不难照顾，故许多食虫植物栽培者都会选择这些猪笼草作为劳氏猪笼草的替代品，在欣赏劳氏猪笼草一般的捕虫笼的同时也不用承受种植劳氏猪笼草的开销与辛劳。

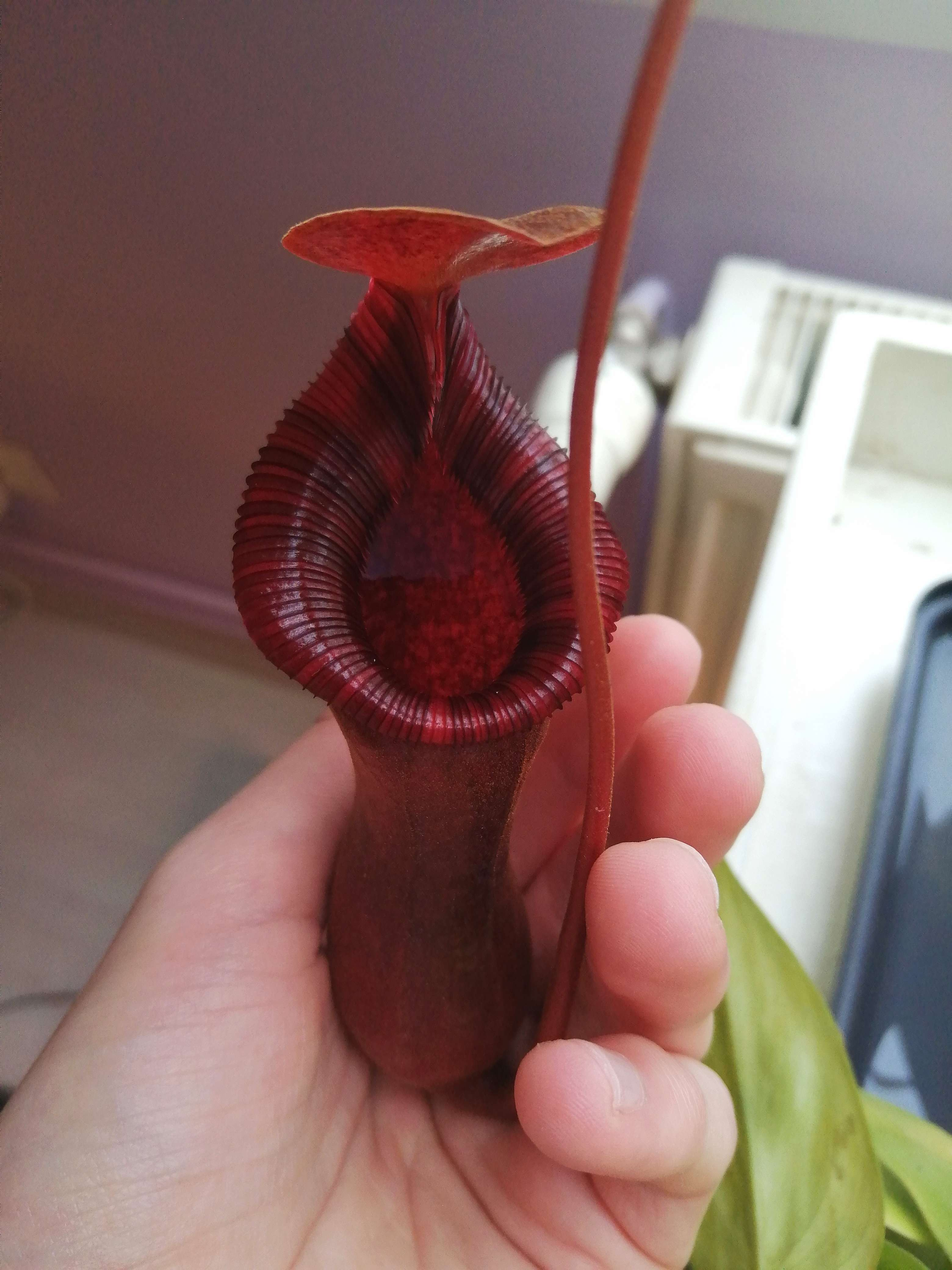
Nepenthes x briggsiana的成熟下位笼

#### 彼得达马托猪笼草（N.×'Peter D'Amato'）
德国Marabini博士最早通过让葫芦猪笼草和劳氏猪笼草杂交获得了一批子代猪笼草，他将这批子代命名为Nepenthes x briggsiana，他声称该杂交种是以葫芦猪笼草为母本，以劳氏猪笼草为父本杂交而来的杂交种，在获得种子以后，他将一部分种子寄给了多位猪笼草种植者——这其中包括了美国加利福尼亚州的猪笼草种植者比尔·鲍姆加特尔(Bill Baumgartl)，比尔将植株进行组织培养克隆，并以加州当地著名的食虫植物苗圃California Carnivores的老板彼得·达马托(Peter D'Amato)的名字来为这种猪笼草命名，这件事情引起了彼得·达马托的注意，他自豪地将这种猪笼草放在自己的苗圃展示区，并在其代表作《野性花园》里提到该杂交种：
|  | 这个可爱而有活力的杂交品种N.ventricosa x lowii是由德国的约翰内斯·马拉比尼杂交获得的的，它们的形态可能相当多变。其捕虫笼具有很宽开口，笼唇边缘有一圈细齿，捕虫笼到腰部逐渐变细，底部呈球状。盖子较大且竖立。其中一种名为N.x'Peter D'Amato'的个体由比尔·鲍姆加特尔命名，其捕虫笼较小且具有色彩浓郁的金色。其他个体的捕虫笼可能相对较大，但是颜色较浅。 |

食虫植物研究者鲍勃·齐默(Bob Ziemer)认为这种猪笼草的父母本被颠倒了，即该猪笼草实际上是以葫芦猪笼草为父本，以劳氏猪笼草为母本杂交获得的杂交种。

#### 妖姬（N. × 'The Succubus'）

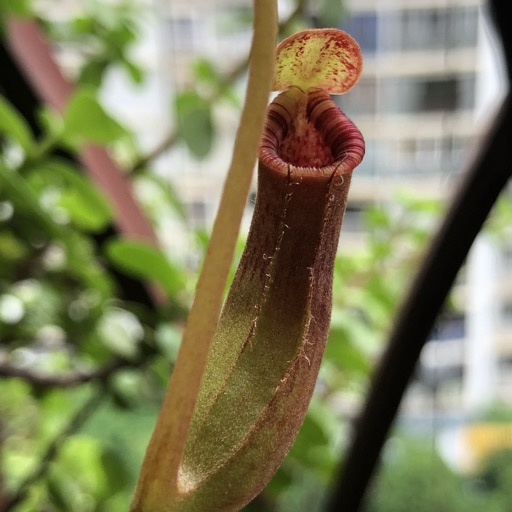
黑精灵猪笼草的幼年下位笼

该品种最早由Exotica Plants使用劳氏猪笼草作为母本，与红色个体的葫芦猪笼草杂交而得的一株雌性猪笼草，但它却是由Matthew M. Kaelin命名的。与彼得达马托猪笼草的区别在于，妖姬的笼口更加夸张，笼盖下方具有类似于劳氏猪笼草的黑色肉质长须，似乎与劳氏猪笼草更加接近。

#### 黑精灵猪笼草
黑精灵猪笼草是中国大陆的园艺市场上广为流通的一种杂交猪笼草，它一直都不是一个正式的注册品种，其真实身份长期以来都是一个有争议的话题，主流观点认为它是某个LV猪笼草个体经过组织培养后在市面上流通的种类，为了与传统的LV猪笼草区分而被冠以此名，也有人觉得它是一种VL猪笼草。有栽培者将其上位笼与早期流入市场的LV猪笼草的上位笼进行比较，发现前者的上位笼要更加窄长一些。

可能是组织培养导致变异的缘故，黑精灵猪笼草很难通过有性生殖来繁衍后代。

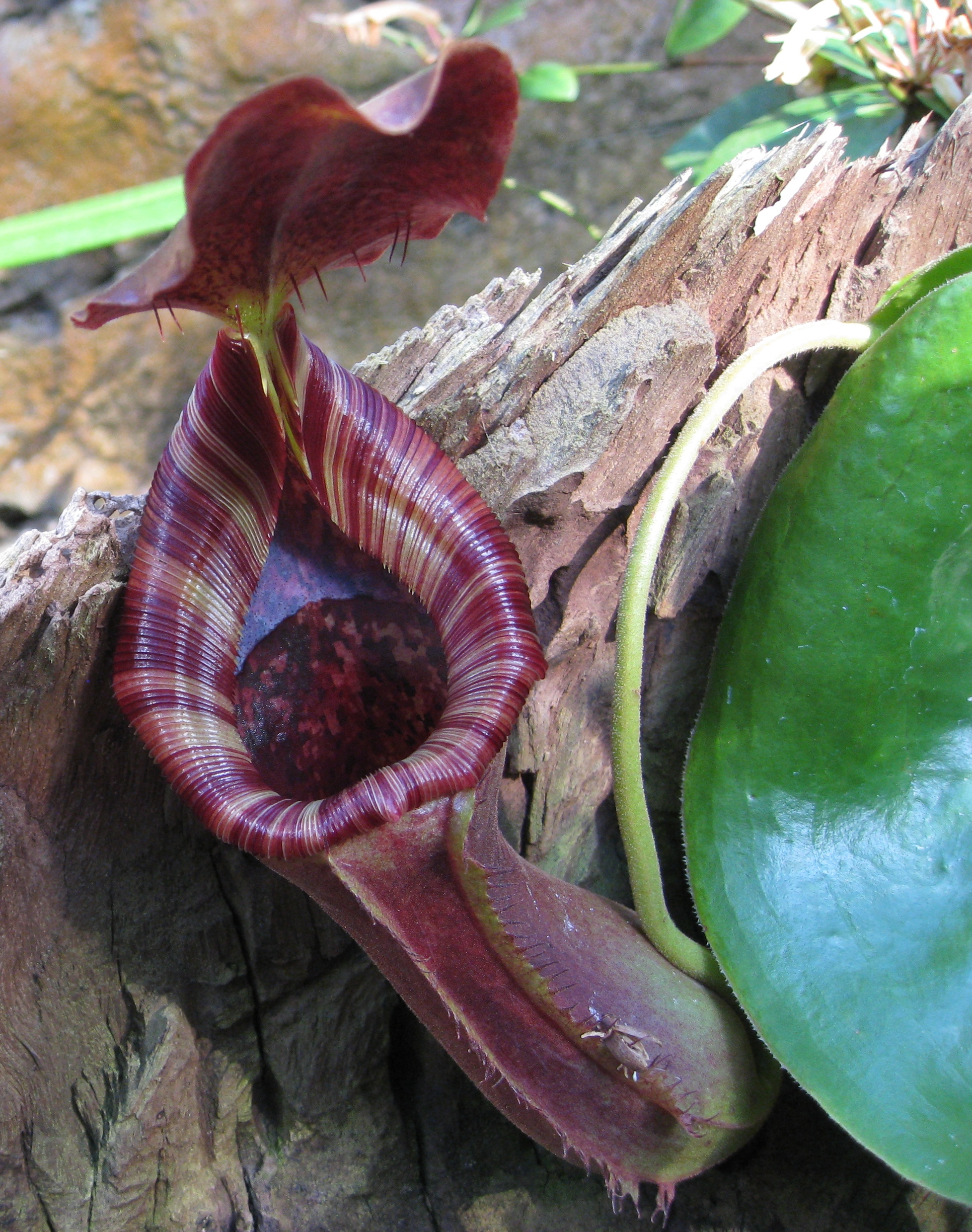
一种N. lowii × truncata

### 劳氏猪笼草与宝特瓶猪笼草的园艺杂交品种
劳氏猪笼草与宝特瓶猪笼草在分布上不存在重叠，这意味着它们几乎不可能接触并产生自然杂交种。它们之间产生的园艺杂交个体以Exotica Plants苗圃培育的N. lowii × truncata (giant)为代表，这批克隆具有糖果般的红黄相间的线唇和劳氏猪笼草巨大的瓶口，以及宝特瓶猪笼草巨大的体型，令许多猪笼草种植着瞠目结舌，是十分昂贵且抢手的种类。
另外两个知名的克隆是同样由Exotica Plants培育的N. lowii × truncata-squat和N. lowii × truncata-wide peristome，前者瓶身更短，而后者似乎具有更宽的红黄相间的笼唇。
据传，这个亲本组合的杂交猪笼草在人工栽培环境下有捉到老鼠的记录，California Carnivores苗圃的工作人员曾在互联网上向公众展示他们从一株N. truncata × lowii的捕虫笼当中找到老鼠的遗骸。

### 劳氏猪笼草与风铃猪笼草的园艺杂交品种
由Exotica Plants培育的N. lowii × campanulata在市场上相当常见，虽然他的父母本都不容易照顾，但这些猪笼草却对环境有着比较良好的适应力，它遗传了劳氏猪笼草鲜艳的颜色、怪异的瓶口以及风铃猪笼草的钟形笼体和矮小紧凑的株型。虽然风铃猪笼草是一种很袖珍的猪笼草，但是这一杂交的捕虫笼最大可以长大到20厘米之高。

## 扩展阅读
- 食虫植物照片搜寻引擎中劳氏猪笼草的照片 （页面存档备份，存于）

 维基共享资源上的相關多媒體資源：劳氏猪笼草
 維基物種上的相關：劳氏猪笼草